# The B-52s

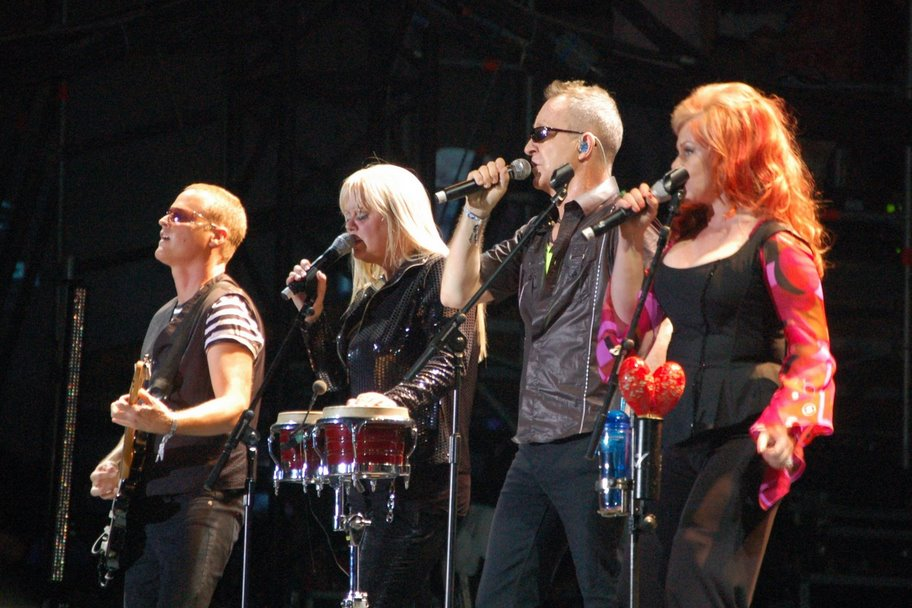
The B-52s auf dem Festival Internacional de Benicàssim 2007: Keith Strickland, Cindy Wilson, Fred Schneider und Kate Pierson (von links)

The B-52s ist eine US-amerikanische Rockband, die 1976 in Athens, Georgia, gegründet wurde. Bis 2008 nannte sich die Band The B-52’s. Ein Lied veröffentlichten sie unter dem Bandnamen The BC-52’s.

## Geschichte
Die Band wurde von den fünf Studenten Kate Pierson, Cindy Wilson, deren Bruder Ricky Wilson, Fred Schneider und Keith Strickland im Oktober 1976 gegründet. Nach einer durchzechten Nacht in einem China-Restaurant in Athens kamen sie auf die Idee, eine Band zu gründen, obwohl sie eigentlich gar keine bis wenig Erfahrung hatten. Sie nannten sich B-52’s. Der Name leitet sich von einem Südstaatenspitznamen für die hochtoupierten und dann mittels Haarspray in Form gehaltenen Bienenkorb- bzw. Beehive-Frisuren der beiden Sängerinnen ab. Der Name für diese Frisur wiederum bezieht sich auf die Form der Bugspitze des Flugzeuges mit dem gleichen Namen: Boeing B-52.
Bei den meisten ihrer frühen Auftritte und Shows ließen sie aufgenommene Gitarrenakkorde ablaufen und sich zusätzlich mit Percussion begleiten.
Nachdem sie zweitausend Exemplare der Single Rock Lobster gepresst hatten, kam ihr erster bezahlter Auftritt im Nachtclub Max’s Kansas City. Bald wurde die New Yorker Presse auf die Gruppe aufmerksam. Ein Manager von Island Records hörte sich zufällig die Single Rock Lobster an und nahm die Gruppe sofort unter Vertrag. Mitte 1979 erschien die erste LP, die auch die erste Erfolgssingle enthielt. 1980 veröffentlichte die Band ihr zweites Album, Wild Planet. Dieses erreichte den zwanzigsten Platz der US-amerikanischen Albumcharts. Auch die nachfolgenden Alben verkauften sich sehr gut.
1985 traf die Band ein schwerer Schlag: Ricky Wilson starb. Erst hieß es, sein Tod habe natürliche Ursachen gehabt, dann wurde bekanntgegeben, er sei an Krebs gestorben. Schließlich stellte sich jedoch heraus, dass AIDS die Todesursache war. Nach seinem Tod wurde 1986 das Album Bouncing off the Satellites veröffentlicht, an dessen Entstehung Ricky Wilson noch beteiligt war. Anschließend wurde es eine Zeit lang still um die Band. 1989 schaffte sie ein Comeback mit ihrem Album Cosmic Thing, das das kommerziell bisher erfolgreichste Album der Gruppe wurde. Es enthält einige der bekanntesten Titel der B-52’s, unter anderem Love Shack und Roam. Das Album verkaufte sich allein in den USA 4 Millionen Mal. Die zwei genannten Hits erreichten zudem beide je Gold in den USA.
1990 verließ Cindy Wilson die Band. Das 1992 veröffentlichte Album Good Stuff erschien ohne ihre Mitwirkung. Im Jahr 1994 schaffte die Gruppe mit dem Lied (Meet) The Flintstones für den Spielfilm Flintstones – Die Familie Feuerstein einen weiteren Hit. Für diese Veröffentlichung benutzten sie den Bandnamen BC-52’s (in Anlehnung daran, dass die Geschichte der Feuersteins vor Christi Geburt spielt, englisch before Christ bzw. abgekürzt B.C.).
Mitte 1998 erschien das Best-Of-Album Time Capsule: Songs for a Future Generation, das auch das Wiederaufleben der Band markierte; Cindy Wilson ist seitdem wieder festes Mitglied der Band und war auch auf der Promotion-Tour für die Kompilation mit von der Partie. Neben einer Sammlung ihrer größten Hits enthielt Time Capsule auch zwei neue Lieder: Hallucinating Pluto und Debbie. Letzteres, auch als Single veröffentlichtes Stück ist eine Reminiszenz an Deborah Harry (Lead-Sängerin der Band Blondie) und die Musikszene, die sich im New York der späten 1970er Jahre mit dem legendären Punk-Club CBGB als Brennpunkt formierte.
Die 2002 als Doppel-CD veröffentlichte Werkschau Nude on the Moon: The B-52’s Anthology ist ein weiteres Best-Of der Band aus Athens.
Kate Pierson war außerdem 1990 in dem Lied Candy von Iggy Pop und 1991 in Shiny Happy People der Gruppe R.E.M. (stammen ebenfalls aus Athens) zu hören. Fred Schneider nahm einige Soloalben auf.
Am 25. März 2008, 16 Jahre nach Good Stuff, erschien unter dem jetzt apostrophlosen Namen The B-52s das Album Funplex. Die gleichnamige erste Single aus diesem Album war bereits im Januar 2008 als kostenpflichtiger Download veröffentlicht worden.
Im Oktober 2011 erschien das Live-Album With the Wild Crowd!. Dabei handelt es sich um den Livemitschnitt eines Konzerts der Band, das im Februar 2011 in Athens stattfand.
Am 13. Dezember 2012 kündigte Keith Strickland auf der offiziellen Webseite der Band an, die Gruppe nicht mehr auf Tourneen zu begleiten. Seitdem übernimmt Greg Suran auf Tour den Part des Leadgitarristen. Zur weiteren Tourneebesetzung gehören aktuell Tracy Wormworth (Bass), Sterling Campbell (Schlagzeug) sowie Ken Maiuri (Keyboard, Rhythmusgitarre).

## Stil und Wirkung
Die eigenwillige Mischung aus Rock ’n’ Roll, Punk und Funk kam besonders bei Studenten und bei New-Wave-Fans gut an. Es gelang den B-52’s, den Rock mit dem New Wave zu vereinen. Der oftmals schrille, oftmals melodische Gesang der beiden Sängerinnen, komische Texte und rockiges Gitarrenspiel neben teilweise Science-Fiction-haften Keyboardmelodien sind das Markenzeichen der B-52’s. Viele ihrer Cover sind typisch für den New Wave.
Die B-52’s waren eine stilbildende Gruppe, die den Ruf Athens’ als Zentrum des alternativen Rock begründet hat. Seit den B-52’s brachte die dortige University of Georgia immer wieder bekannte Bands wie beispielsweise R.E.M. hervor. Durch ihre Zusammenführung des Rock and Roll mit dem New Wave üben sie bis heute einen großen Einfluss auf Musikgruppen aus.

## Diskografie

### Studioalben
| Jahr | Titel                       | Höchstplatzierung, Gesamtwochen, AuszeichnungChartplatzierungen (Jahr, Titel, Platzierungen, Wochen, Auszeichnungen, Anmerkungen) | Höchstplatzierung, Gesamtwochen, AuszeichnungChartplatzierungen (Jahr, Titel, Platzierungen, Wochen, Auszeichnungen, Anmerkungen) | Höchstplatzierung, Gesamtwochen, AuszeichnungChartplatzierungen (Jahr, Titel, Platzierungen, Wochen, Auszeichnungen, Anmerkungen) | Höchstplatzierung, Gesamtwochen, AuszeichnungChartplatzierungen (Jahr, Titel, Platzierungen, Wochen, Auszeichnungen, Anmerkungen) | Anmerkungen                                                        |
| Jahr | Titel                       | DE | CH | UK | US | Anmerkungen                                                        |
| ---- | --------------------------- | --- | --- | --- | --- | ------------------------------------------------------------------ |
| 1979 | The B-52’s                  | — | — | UK22 (12 Wo.)UK | US59 Platin · (74 Wo.)US | Erstveröffentlichung: 6. Juli 1979 Platz 152 der Rolling-Stone-500 |
| 1980 | Wild Planet                 | — | — | UK18 (4 Wo.)UK | US18 Gold · (27 Wo.)US | Erstveröffentlichung: 27. August 1980                              |
| 1983 | Whammy!                     | DE40 (3 Wo.)DE | — | UK33 (4 Wo.)UK | US29 Gold · (26 Wo.)US | Erstveröffentlichung: 27. April 1983                               |
| 1986 | Bouncing Off the Satellites | — | — | UK74 (2 Wo.)UK | US85 (15 Wo.)US | Erstveröffentlichung: 8. September 1986                            |
| 1989 | Cosmic Thing                | DE25 (22 Wo.)DE | — | UK8 Platin · (27 Wo.)UK | US4 ×4Vierfachplatin · (65 Wo.)US                                                                                                 | Erstveröffentlichung: 27. Juni 1989                                |
| 1992 | Good Stuff                  | DE22 (17 Wo.)DE | CH26 (9 Wo.)CH | UK8 Silber · (7 Wo.)UK | US16 Gold · (15 Wo.)US | Erstveröffentlichung: 23. Juni 1992                                |
| 2008 | Funplex                     | DE38 (4 Wo.)DE | CH71 (1 Wo.)CH | UK73 (1 Wo.)UK | US11 (7 Wo.)US | Erstveröffentlichung: 25. März 2008                                |

grau schraffiert: keine Chartdaten aus diesem Jahr verfügbar

### Livealben
- 2011: With the Wild Crowd! (Live in Athens, GA)
- 2013: Live in the UK 2013: 17. August 2013 – Rewind Festival Henley-on-Thames

### Kompilationen
| Jahr | Titel                                        | Höchstplatzierung, Gesamtwochen, AuszeichnungChartplatzierungen (Jahr, Titel, Platzierungen, Wochen, Auszeichnungen, Anmerkungen) | Höchstplatzierung, Gesamtwochen, AuszeichnungChartplatzierungen (Jahr, Titel, Platzierungen, Wochen, Auszeichnungen, Anmerkungen) | Anmerkungen                        |
| Jahr | Titel                                        | UK | US | Anmerkungen                        |
| ---- | -------------------------------------------- | --- | --- | ---------------------------------- |
| 1990 | Best of the B52’s – Dance This Mess Around   | UK36 Silber · (3 Wo.)UK | — | Erstveröffentlichung: Juli 1990    |
| 1991 | Party Mix – Mesopotamia                      | — | US184 (3 Wo.)US | Erstveröffentlichung: Februar 1991 |
| 1998 | Time Capsule – Songs for a Future Generation | UK— SilberUK | US93 (11 Wo.)US | Erstveröffentlichung: 26. Mai 1998 |

Weitere Kompilationen
- 1995: Planet Claire
- 1997: Pop Giants
- 1998: Time Capsule – The Remixes
- 2002: Nude on the Moon: The B-52’s Anthology (2 CD)
- 2003: The B-52’s 3 Original CDs (Box mit 3 CDs, inkl. Mesopotamia, Planet Claire und Whammy!)
- 2012: Original Album Series (Box mit 5 CDs)

### Remixalben
| Jahr | Titel      | Höchstplatzierung, Gesamtwochen, AuszeichnungChartplatzierungen (Jahr, Titel, Platzierungen, Wochen, Auszeichnungen, Anmerkungen) | Höchstplatzierung, Gesamtwochen, AuszeichnungChartplatzierungen (Jahr, Titel, Platzierungen, Wochen, Auszeichnungen, Anmerkungen) | Anmerkungen                     |
| Jahr | Titel      | UK | US | Anmerkungen                     |
| ---- | ---------- | --- | --- | ------------------------------- |
| 1981 | Party Mix! | UK36 (5 Wo.)UK | US55 (11 Wo.)US | Erstveröffentlichung: Juli 1981 |

### EPs
| Jahr | Titel       | Höchstplatzierung, Gesamtwochen, AuszeichnungChartplatzierungen (Jahr, Titel, Platzierungen, Wochen, Auszeichnungen, Anmerkungen) | Höchstplatzierung, Gesamtwochen, AuszeichnungChartplatzierungen (Jahr, Titel, Platzierungen, Wochen, Auszeichnungen, Anmerkungen) | Anmerkungen                           |
| Jahr | Titel       | UK | US | Anmerkungen                           |
| ---- | ----------- | --- | --- | ------------------------------------- |
| 1982 | Mesopotamia | UK18 (6 Wo.)UK | US35 (18 Wo.)US | Erstveröffentlichung: 27. Januar 1982 |

### Singles
| Jahr | Titel Album                                                             | Höchstplatzierung, Gesamtwochen, AuszeichnungChartplatzierungen (Jahr, Titel, Album, Platzierungen, Wochen, Auszeichnungen, Anmerkungen) | Höchstplatzierung, Gesamtwochen, AuszeichnungChartplatzierungen (Jahr, Titel, Album, Platzierungen, Wochen, Auszeichnungen, Anmerkungen) | Höchstplatzierung, Gesamtwochen, AuszeichnungChartplatzierungen (Jahr, Titel, Album, Platzierungen, Wochen, Auszeichnungen, Anmerkungen) | Höchstplatzierung, Gesamtwochen, AuszeichnungChartplatzierungen (Jahr, Titel, Album, Platzierungen, Wochen, Auszeichnungen, Anmerkungen) | Höchstplatzierung, Gesamtwochen, AuszeichnungChartplatzierungen (Jahr, Titel, Album, Platzierungen, Wochen, Auszeichnungen, Anmerkungen) | Anmerkungen                                         |
| Jahr | Titel Album                                                             | DE | AT | CH | UK | US | Anmerkungen                                         |
| ---- | ----------------------------------------------------------------------- | --- | --- | --- | --- | --- | --------------------------------------------------- |
| 1978 | Rock Lobster The B-52’s                                                 | — | — | — | UK37 (5 Wo.)UK | US56 (8 Wo.)US | Erstveröffentlichung: 28. April 1978                |
| 1980 | Give Me Back My Man Wild Planet                                         | — | — | — | UK61 (3 Wo.)UK | — | Erstveröffentlichung: 18. Juli 1980                 |
| 1980 | Private Idaho Wild Planet                                               | — | — | — | — | US74 (5 Wo.)US | Erstveröffentlichung: 1980                          |
| 1983 | Future Generation Whammy!                                               | — | — | — | UK63 (3 Wo.)UK | — | Erstveröffentlichung: 1983                          |
| 1983 | Legal Tender Whammy!                                                    | — | — | — | — | US81 (4 Wo.)US | Erstveröffentlichung: 1983                          |
| 1986 | Rock Lobster / Planet Claire The B-52’s / Wild Planet                   | — | — | — | UK12 (9 Wo.)UK | — | Erstveröffentlichung: 1986                          |
| 1987 | Wig Bouncing Off the Satellites                                         | — | — | — | UK79 (4 Wo.)UK | — | Erstveröffentlichung: 1987                          |
| 1989 | Love Shack Cosmic Thing                                                 | — | — | — | UK2 Platin · (13 Wo.)UK | US3 ×3Dreifachplatin · (27 Wo.)US | Erstveröffentlichung: 20. Juni 1989                 |
| 1989 | Roam Cosmic Thing                                                       | DE40 (10 Wo.)DE | — | — | UK17 (7 Wo.)UK | US3 Gold · (20 Wo.)US | Erstveröffentlichung: 1989                          |
| 1990 | Deadbeat Club Cosmic Thing                                              | — | — | — | — | US30 (11 Wo.)US | Erstveröffentlichung: 1989                          |
| 1990 | Channel Z Cosmic Thing                                                  | — | — | — | UK61 (3 Wo.)UK | — | Erstveröffentlichung: 1989                          |
| 1992 | Good Stuff                                                              | DE37 (11 Wo.)DE | — | — | UK21 (6 Wo.)UK | US28 (13 Wo.)US | Erstveröffentlichung: 1990                          |
| 1992 | Tell It Like It T-i-is Good Stuff                                       | — | — | — | UK61 (3 Wo.)UK | — | Erstveröffentlichung: 1990                          |
| 1994 | (Meet) The Flintstones The Flintstones: Music from Bedrock (Soundtrack) | DE9 (15 Wo.)DE | AT11 (10 Wo.)AT | CH12 (11 Wo.)CH | UK3 Silber · (12 Wo.)UK | US33 (8 Wo.)US | Erstveröffentlichung: 10. Juni 1994                 |
| 1999 | (At The) Love Shack Time Capsule – The Remixes                          | — | — | — | UK66 (1 Wo.)UK | — | Erstveröffentlichung: 1998 The B-52’s meet DJ Tonka |

Weitere Singles
| - 1979: Dance This Mess Around - 1979: Planet Claire - 1979: 6060-842 - 1979: 52 Girls - 1980: Dirty Back Road - 1980: Lava - 1980: Strobe Light - 1982: Mesopotamia - 1982: Deep Sleep - 1982: Loveland - 1982: Cake - 1983: Party Out of Bounds - 1983: Whammy Kiss - 1986: Summer of Love - 1986: Girl from Ipanema Goes to Greenland | - 1989: Megamix - 1989: Cosmic Thing - 1992: Is That You Mo-Dean? - 1992: Revolution Earth - 1993: Hot Pants Explosion - 1998: Hallucinating Pluto - 1998: Time Capsule – The Megamixes - 1998: Debbie - 1998: Time Capsule – The Mixes (2 Vinyl-Maxis) - 1998: Summer of Love ’98 (Time Capsule – The Mixes) - 2005: Whammy! – 2005 Remix EP - 2006: Mesopotamia – 2006 Remix EP - 2007: Wild Planet – 2007 Remix EP - 2008: Juliet of the Spirits - 2008: Funplex |

### Videoalben
- 1990: 1979–1989 (US: Platin)
- 1998: Time Capsule Videos for a Future Generation 1979–1989 (Laserdisc)
- 2011: Live Germany 1983
- 2012: With the Wild Crowd! Live in Athens, GA

## Auszeichnungen für Musikverkäufe
| Goldene Schallplatte - Australien - 1990: für die Single Roam - Frankreich - 1983: für das Album The B-52’s - Neuseeland - 1994: für die Single (Meet) The Flintstones - 1998: für das Album Time Capsule – Songs for a Future Generation Platin-Schallplatte - Australien - 2000: für das Album Time Capsule – Songs for a Future Generation - Neuseeland - 1981: für das Album Wild Planet | 2× Platin-Schallplatte - Australien - 1990: für das Album Cosmic Thing - 1990: für die Single Love Shack - 1996: für das Album The B-52’s - Neuseeland - 2023: für die Single Love Shack 3× Platin-Schallplatte - Neuseeland - 1990: für das Album Cosmic Thing 4× Platin-Schallplatte - Neuseeland - 1981: für das Album The B-52’s |

Anmerkung: Auszeichnungen in Ländern aus den Charttabellen bzw. Chartboxen sind in ebendiesen zu finden.
| Land/RegionAuszeichnungen für Musikverkäufe (Land/Region, Auszeichnungen, Verkäufe, Quellen) | Silber     | Gold     | Platin       | Verkäufe   | Quellen                   |
| -------------------------------------------------------------------------------------------- | ---------- | -------- | ------------ | ---------- | ------------------------- |
| Australien (ARIA)                                                                            | —          | Gold1    | 7× Platin7   | 525.000    | aria.com.au               |
| Frankreich (SNEP)                                                                            | —          | Gold1    | —            | 100.000    | snepmusique.com           |
| Neuseeland (RMNZ)                                                                            | —          | 2× Gold2 | 10× Platin10 | 232.500    | aotearoamusiccharts.co.nz |
| Vereinigte Staaten (RIAA)                                                                    | —          | 4× Gold4 | 9× Platin9   | 10.100.000 | riaa.com                  |
| Vereinigtes Königreich (BPI)                                                                 | 4× Silber4 | —        | 2× Platin2   | 1.000.000  | bpi.co.uk                 |
| Insgesamt                                                                                    | 4× Silber4 | 8× Gold8 | 28× Platin28 |            |                           |